# Maratón de Guayaquil 2019
La XV Maratón de Guayaquil fue un evento deportivo que tuvo lugar el 17 de noviembre de 2019.
Inicialmente iba a desarrollarse el domingo 6 de octubre, como parte de las celebraciones octubrinas de la ciudad de Guayaquil; sin embargo, debido a los hechos violentos desencadenados por las protestas de ese mismo mes en todo el país, fue suspendida por las autoridades.

## Palmarés

### Eventos masculinos

#### 42K - Maratón masculino
| Puesto                | Atleta               | País    | Tiempo (h:m:s) |
| --------------------- | -------------------- | ------- | -------------- |
|                       | Geoffrey Kiptoo      | Kenia   | 2:21:01        |
|                       | Paúl Buenaño         | Ecuador | 2:21:32        |
|                       | Wilmer Palma         | Ecuador | 2:26:05        |
| 4                     | José Gustavo Iza     | Ecuador | 2:26:41        |
| 5                     | Christhian Baldeón   | Ecuador | 2:26:43        |
| 6                     | Gabriel Muñoz        | Ecuador | 2:30:05        |
| 7                     | Ángel Chasi          | Ecuador | 2:32:48        |
| 8                     | Bayron Gutiérrez     | Ecuador | 2:33:15        |
| 9                     | Johan Caiza          | Ecuador | 2:33:35        |
| 10                    | Boaz Kiplangat Korir | Kenia   | 2:35:29        |
| Lista completa en DM3 |                      |         |                |